# Glycyphana tonkinensis
Glycyphana tonkinensis är en skalbaggsart som beskrevs av Moser 1914. Glycyphana tonkinensis ingår i släktet Glycyphana och familjen Cetoniidae. Utöver nominatformen finns också underarten G. t. simplicollis.